# Роберт Ладлам
Ро́берт Ла́длам (англ. Robert Ludlum), (нар.25 березня 1927, Нью-Йорк — †12 березня 2001 Нейплз, Флорида, США) — американський письменник, автор 23 пригодницьких та шпигунських романів-бестселерів. Найвідомішим твором автора є три романа про пригоди Джейсона Борна, кожний з котрих був екранізований. Романи Ладлама перекладалися більш ніж 30 мовами світу, кількість друкованих копій налічувала близько 500 млн примірників.

## Біографія
Роберт Ладлам народився у Нью-Йорку 25 березня 1927 року. Його батько, Джордж Гартфорд Ладлам був бізнесменом, помер у 1934 році. Дитинство Роберт провів у Нью-Джерсі, де здобув освіту у престижних приватних школах. З раннього віку цікавився театром і спортом, зокрема, американським футболом. Під час Другої світової війни Ладлам намагався вступити на службу до Королівських ВПС Канади. Хоча до ВПС його не взяли, Ладлам пішов служити до 47-го Корпусу морської піхоти США. Службу проходив у 1945-1947 роках у південній частині Тихого океану. Свої враження від служби у морській піхоті Ладлам висловив у спогадах, які стали першою спробою літературної діяльності. Навчання продовжив у Весліанському університеті, де у 1951 році здобув ступінь бакалавра. У тому ж році він одружився з актрисою Мері Рідуча, у них народилося троє дітей.
Шкільне зацікавлення театром стало Ладламу в пригоді, коли в 1950-х роках він почав працювати в театрі й зніматися на телебаченні. Загалом він знявся у понад 200 телевізійних драмах, де здебільшого грав ролі адвокатів або вбивць. У 1957 році став продюсером, а у 1960 році вже заснував свою власну театральну студію. До початку літературної діяльності поставив понад 300 різних спектаклів на багатьох сценах Нью-Йорка. 
Першим романом Ладлама став «Спадщина Скарлатті», який вийшов друком 1971 року. У цьому романі він зосередився на історії фінансування нацистів напередодні їх приходу до влади в Німеччині. Пізніше письменник зізнався, що вже довгий час писав просто для себе і лише після цього роману вирішив друкуватися. Рукопис роману видавці відхиляли десять разів, але після публікації цей твір відразу став бестселером. Такий успіх дозволив Ладламу зосередитися виключно на літературній діяльності. У 1973 році вийшов другий роман — Вікенд Остермана, який пізніше був екранізований.
Найбільшим успіхом Роберта Ладлама стала серія романів про Джейсона Борна, першим з котрих став «Ідентифікація Борна», який з'явився у 1980 році. У романі американський суперагент Борн вступає у двобій зі своїм супротивником, найманим вбивцею Карлосом. Дія роману відбувається в різних частинах світу, переважно в Європі. У другому романі «Перевага Борна» та наступному «Ультиматум Борна» Ладлам продовжує історію суперагента Борна, але вже з іншими дійовими особами та в інших країнах світу. Ця серія романів мала неабияку популярність серед читачів, романи були перекладені багатьма мовами світу і теж були екранізовані. У головній ролі Джейсона Борна знявся відомий американський актор Метт Деймон. Після смерті Ладлама серію романів про Борна продовжив інший письменник — Ерік Ван Ластбадер.
Ладлам також цікавився історією протистояння спецслужб під час холодної війни і цій темі присвятив романи: «Змова Аквітанія» (1984), «Коло Матарезе» (1979) і «Відлік Матарезе» (1997). Ладлам також друкувався під літературними псевдонімами — Джонатан Райдер і Майкл Шепард. Роберт Ладлам помер 12 березня 2001 року у своєму маєтку у Флориді від серцевого нападу. Загалом він написав 23 романи, ще декілька залишилося незакінченими й дописувалися іншими авторами від його імені.